# Batang Quiapo
Batang Quiapo est une telenovela philippine diffusée depuis le 13 février 2023 sur Kapamilya Channel,.

## Synopsis
Un jeune homme devient l'un des plus grands hors-la-loi du quartier alors qu'il se fraye un chemin dans la vie pour survivre à Quiapo. Espérant gagner l'affection de ses parents, son exploit le rapproche de la vérité sur son identité.

## Distribution
- Coco Martin : Hesus Nazareno «Tanggol» A. Dimaguiba / Hesus Nazareno «Tanggol» Montenegro
- Lovi Poe : Monica «Mokang» Dimaculangan
- Charo Santos : Matilde «Tindeng» Asuncion
  - Precious Lara Quigaman : Tindeng (jeune)
- Cherry Pie Picache : Maria Teresa «Marites» Asuncion-Dimaguiba
  - Miles Ocampo : Marites (jeune)
- Christopher de Leon : Ramon Montenegro
  - Coco Martin : Ramon (jeune)
- Lito Lapid : Primo «Supremo» Medina
- John Estrada : PO1 Rigor Dimaguiba
  - Ejay Falcon : Rigor (jeune)
- Lorna Tolentino : Amanda Salonga
- Tommy Abuel : Don Julio Montenegro
  - Raul Montesa : Don Julio (jeune)
- Irma Adlawan : Olga Montenegro
  - Ryza Cenon : Olga (jeune)
- RK Bagatsing : Gregorio «Greg» Montenegro†
- Julio Diaz : Augustus V. Pacheco

## Diffusion
- Kapamilya Channel (depuis 2023)